# Sidenticka
Sidenticka (Trametes versicolor, Coriolus versicolor eller Polyporus versicolor) är en vanlig polyporalessvamp som finns över hela världen och ingår i släktet Trametes och familjen Polyporaceae.  Arten är reproducerande i Sverige. Inga underarter finns listade i Catalogue of Life. Versicolor betyder "många färger" som en beskrivning av denna svamp. Dess form och många färger liknar en vild kalkon och kallas därför på engelska ”turkey tail” (”kalkonsvans”). En svamp med liknande utseende är Stereum hirsutum även kallad falsk kalkonsvans, tillhör en annan ordning och kan ibland förväxlas med sidentickan på grund av utseendet. En annan liknande svamp är den flerfärgade gälpolyporen.

## Beskrivning och ekologi
Den övre ytan på hatten visar typiska koncentriska band med olika färger, och kanten är alltid den ljusaste. Under ett lager av tovigt ulldun finns ett svart lager som toppar det vitaktiga köttet.  Själva köttet är 1–3 mm tjockt och har en läderartad struktur. Äldre exemplar kan ha zoner med grönalger som växer på svampen och därmed synes gröna. Den växer vanligen i skiktade lager i grupper eller rader på stockar och stubbar av lövträd. Svampen är stjälkfri och hatten är rostbrun eller mörkbrun, ibland med svarta bälten. Hatten är platt, upp till 8 × 5 x 0,5–1 cm i area. Den är ofta triangulär eller rund, med bälten av fina strån. Porytan är vitaktig till ljusbrun, med porer runda och med åldern vridna och labyrintiska. 3–8 porer per millimeter.
Sidenticka är en vitrötesvamp som bryter ner lignin från lignocellulosamaterial, såsom trä. Den kan ätas av larver av svampmalen Nemaxera betulinella, larver av Platypezidflugan Polyporivora picta och svampmyggen Mycetophila luctuosa. Det anses vara oätligt för människor.

### Liknande arter
Liknande arter inkluderar Trametes hirsuta, T. ochracea, T. suaveolens, Bjerkandera adusta, Cerrena unicolor,  Lenzites betulina och Stereum hirsutum. Andra arter av Stereum är liknande, vanligtvis med en jämn underyta, liksom vissa arter av Trichaptum.

## Kemi
Sidenticka innehåller polysackarider som är under grundforskning, inklusive proteinbunden polysackarid peptid (PSP) och β-1,3 och β-1,4 glukaner. Lipidfraktionen innehåller den tetracykliska triterpenoidsterolen av lanostantyp ergosta-7,22,dien-3β-ol samt fungisterol och β-sitosterol. När man extraherar föreningar från Trametes versicolor har mentolextraktioner de högsta nivåerna av polyfenoler, och vattenextraktioner har flest flavonoider.

## Användning och forskning
Sidenticka är känd i Kina som en medicinsk svamp känd för att ha ett brett utbud av biologiska effekter, inklusive immunförstärkande aktivitet  och antivirala effekter En profylaktisk bioaktiv av svampextraktet, känd som Polysackarid-K (PSK eller krestin), har visat sig vara effektiv mot carcinogener PSK kommer från extraktet av Trametes versicolor mycelia (kawaratake) och är en proteinbunden polysackarid som godkändes för användning vid cancerbehandling av det japanska hälso- och välfärdsministeriet 1977 Detta var det första polysackarid-antitumörläkemedlet som godkänts av tillsynsmyndigheten. Även om Sidenticka har varit känt för att ha olika biologiska effekter, är dess antioxidantaktivitet inte väl etablerad. Av vikt är att fria radikaler och syrereaktiva arter påverkar mekanismerna för många sjukdomar inklusive diabetes, åderförkalkning, åldrande, neurodegenerativa störningar, samt cancer. I vissa länder säljs PSK som ett kosttillskott.

## Galleri

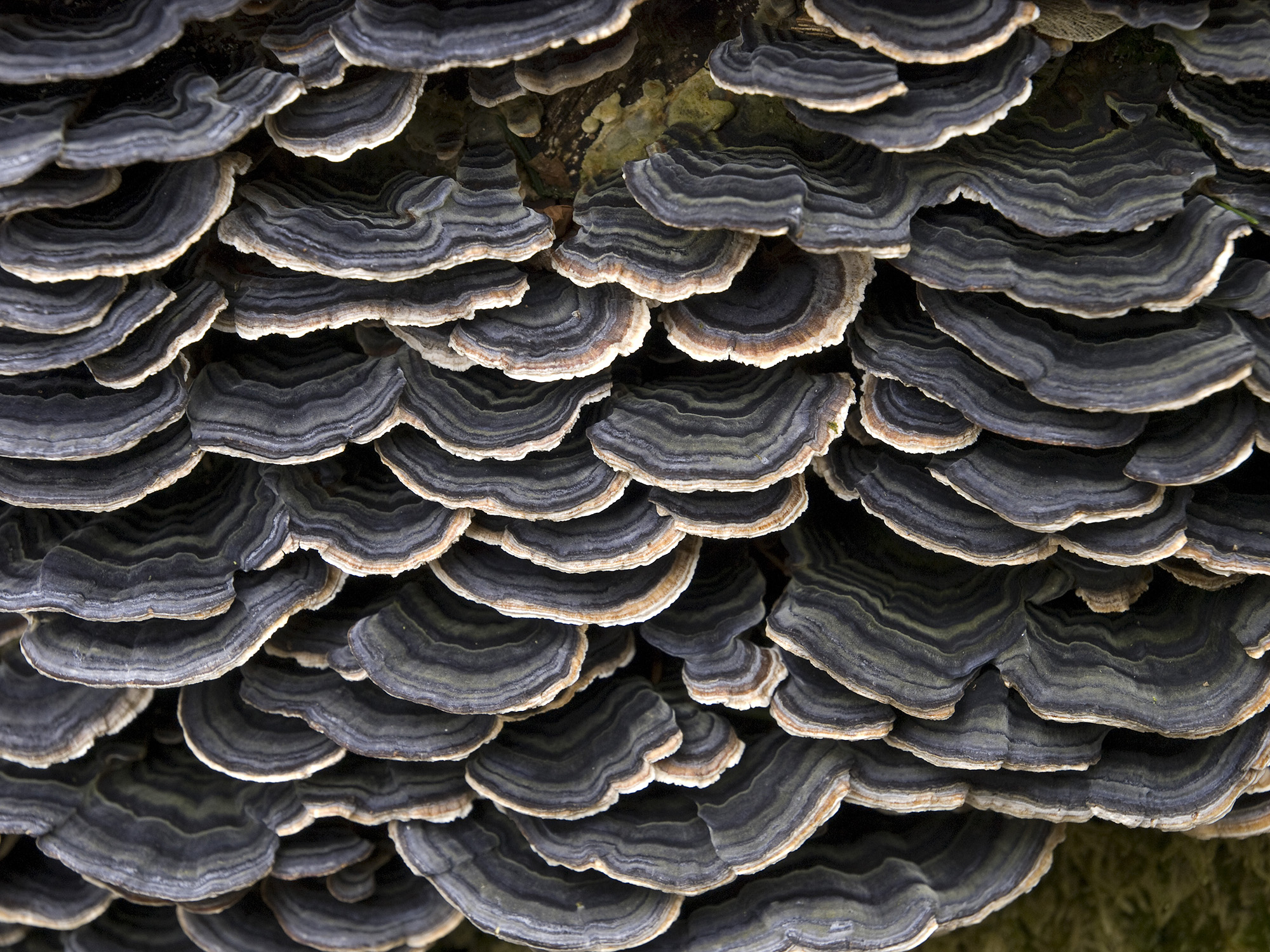
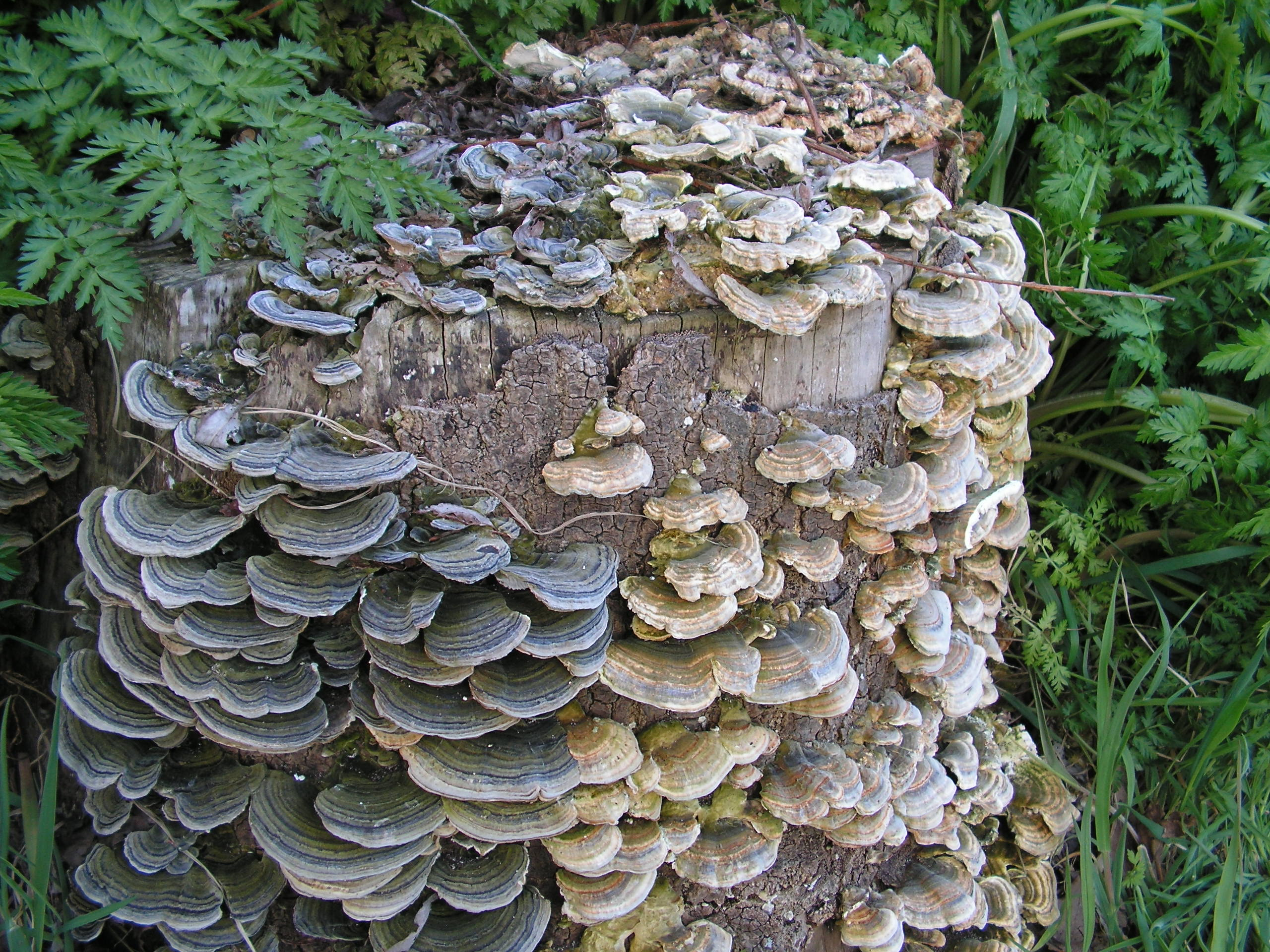
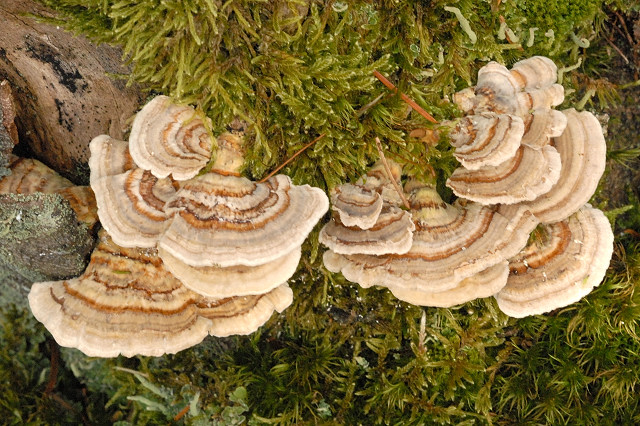
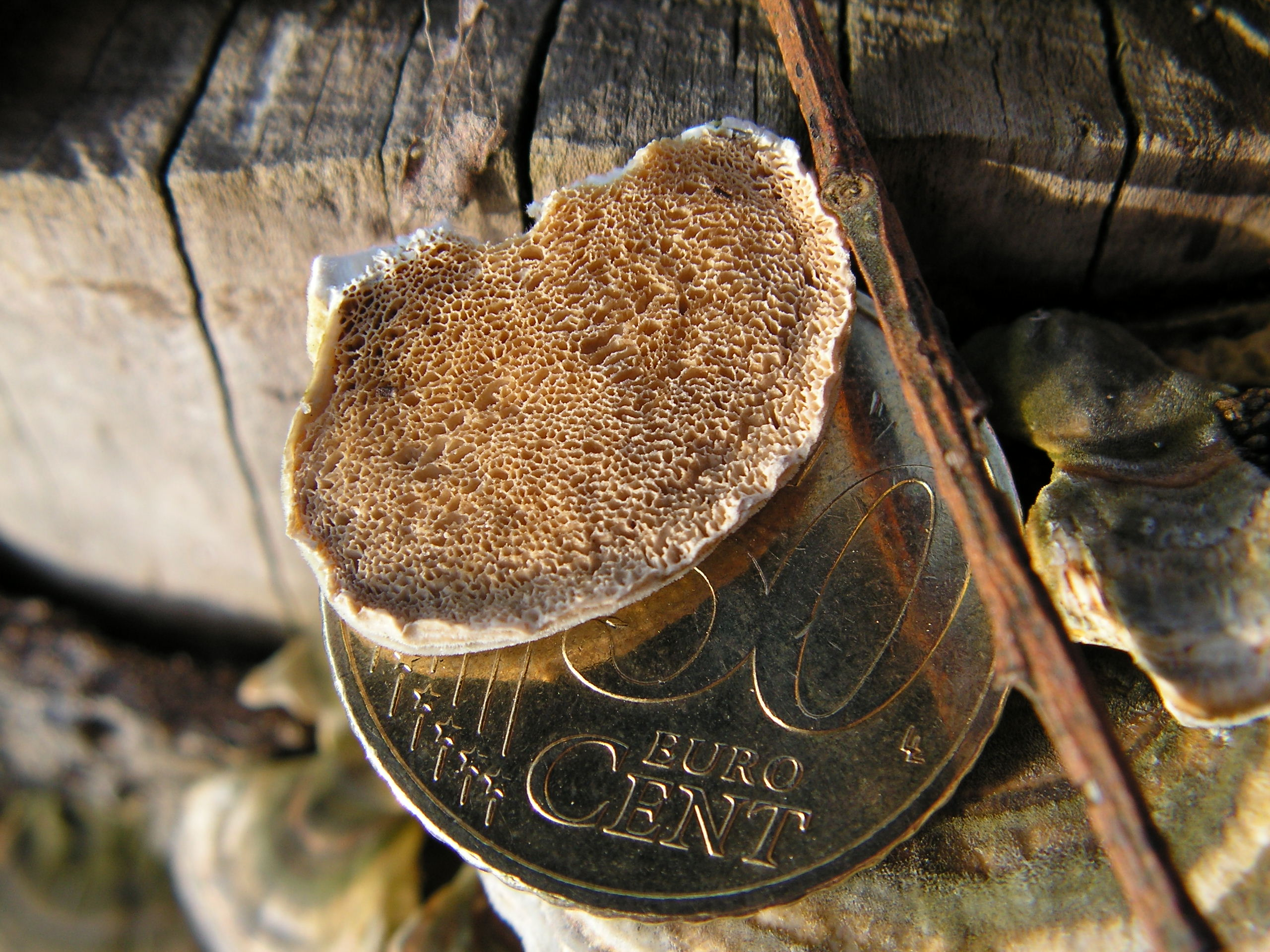
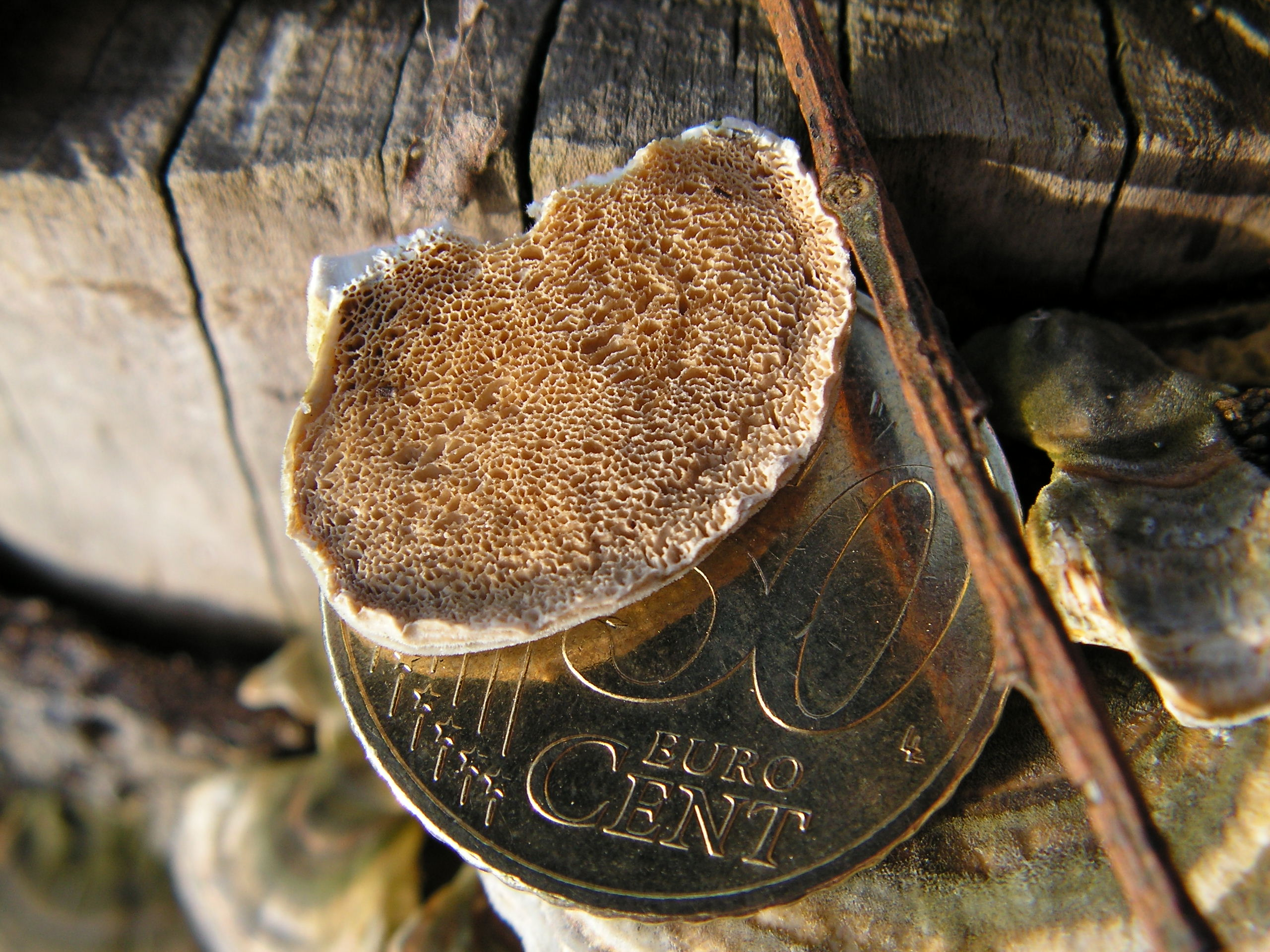
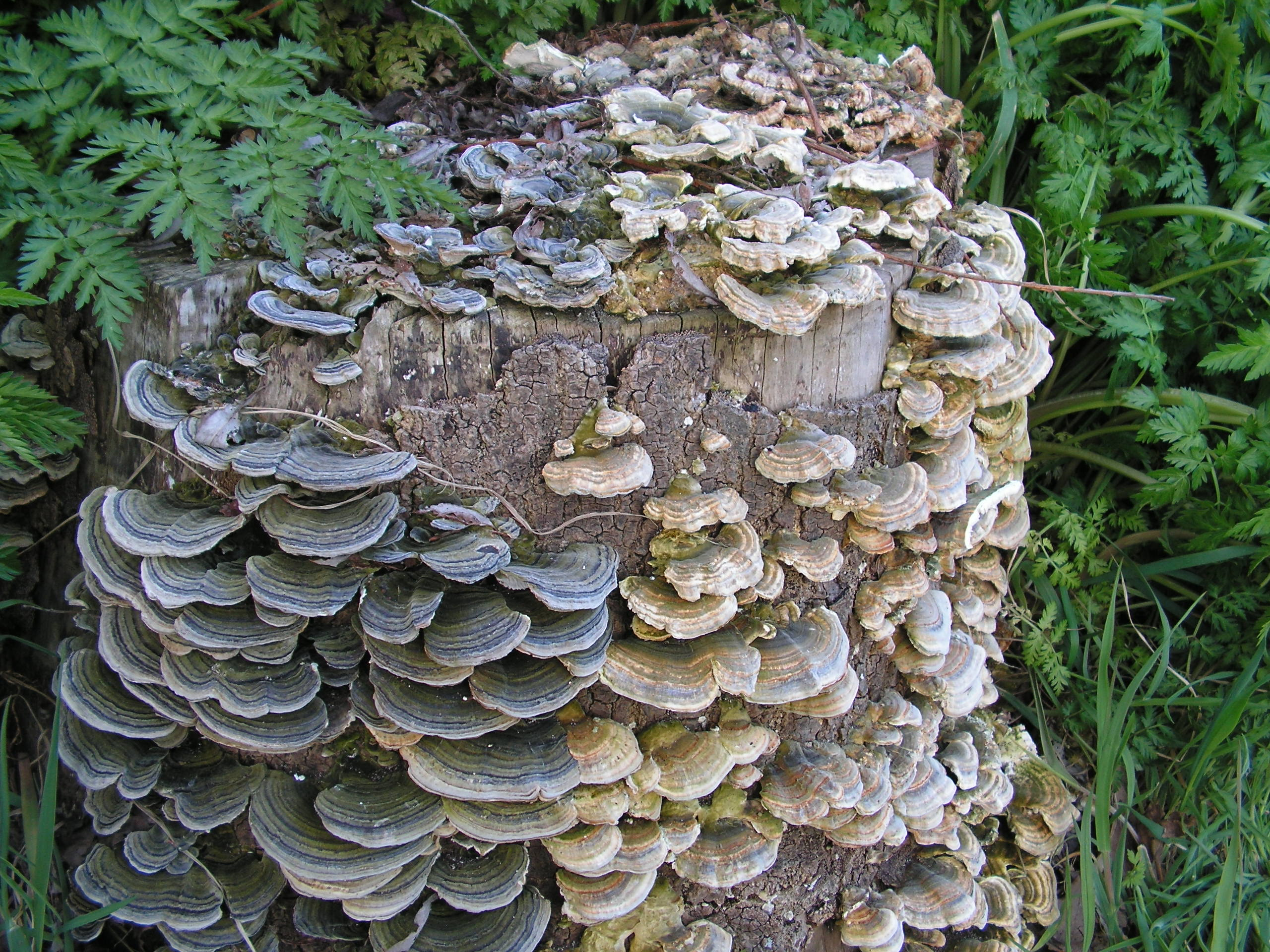
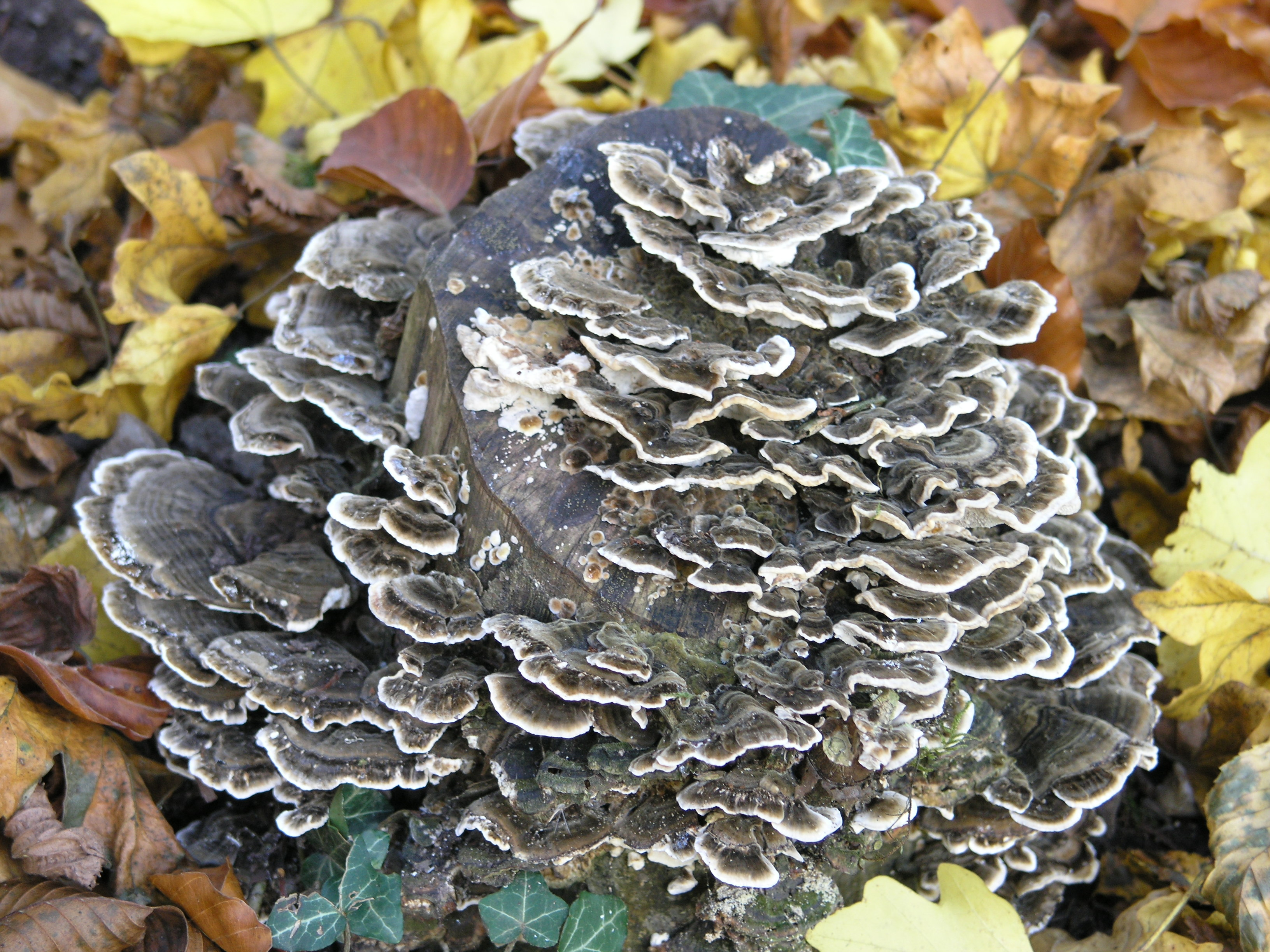
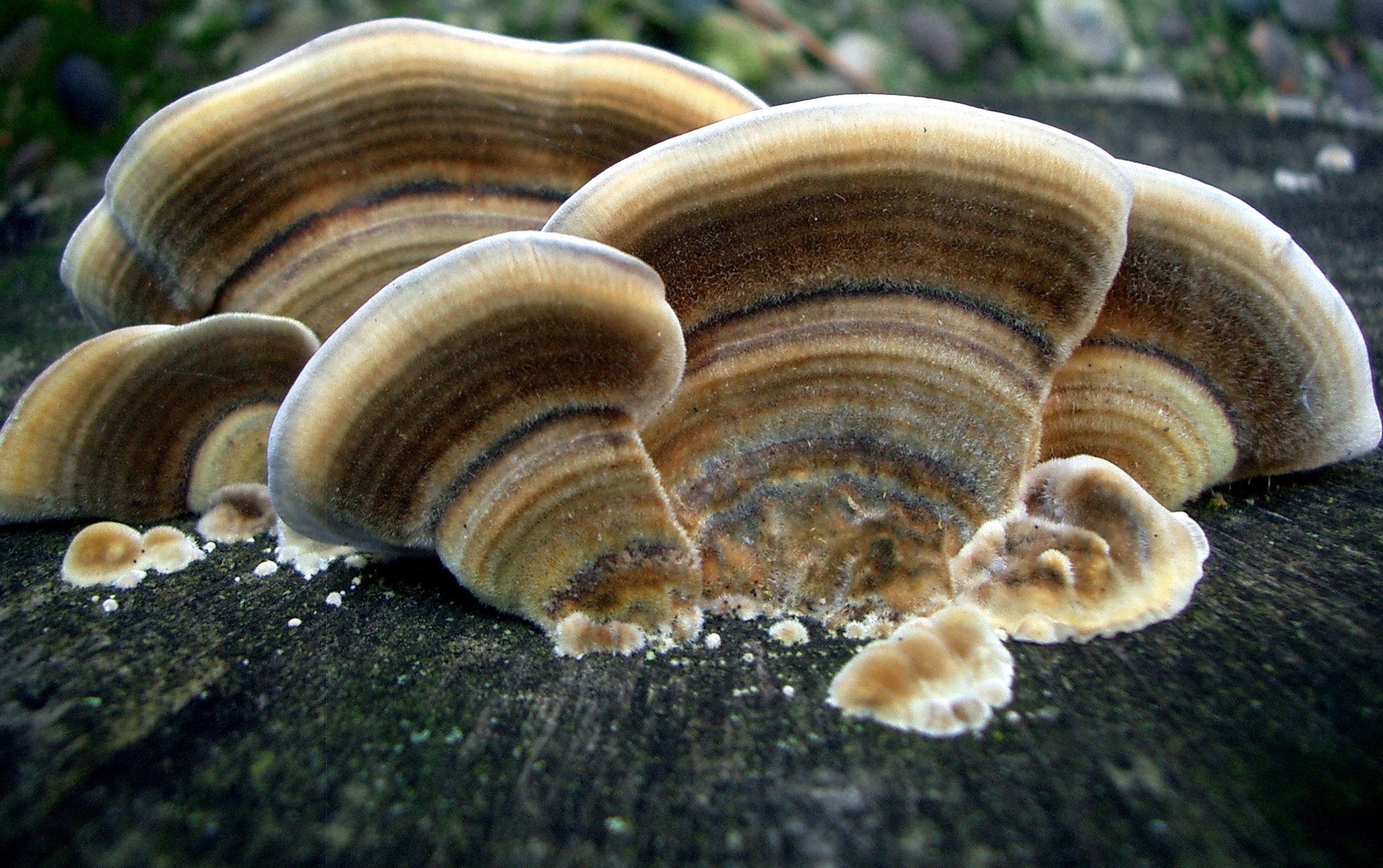